# Sachsen-Anhalt-Kaserne
Die Sachsen-Anhalt-Kaserne ist ein Standort der Bundeswehr in Weißenfels, Sachsen-Anhalt.

## Geschichte
Die Kaserne in der Zeitzer Straße wurde Mitte der 1930er Jahre bei der Aufrüstung der Wehrmacht als Artilleriekaserne des Heeres konzipiert. Der Bau begann 1936 und endete mit Beginn des Zweiten Weltkrieges im Jahre 1939. Bei Kriegsende waren in den fertiggestellten Gebäuden nur Arbeiter der Leuna-Werke untergebracht. Ab Anfang der 1950er wurde sie für die Kasernierte Volkspolizei fertiggestellt und ab 1956 durch die Nationale Volksarmee genutzt. Im Rahmen der staatlichen Vereinigung von DDR und BRD wurde sie 1990 an die Bundeswehr übergeben. Von 1965 bis 1991 hieß sie Thomas-Müntzer-Kaserne. Während dieser Zeit war dort das Mot.-Schützenregiment 18 „Otto Schlag“ und das Fla-Raketenregiment 11 „Georg Stöber“ der 11. mot. Schützendivision stationiert. Am 4. November 1993 erhielt die Kaserne ihren heutigen Namen.
Das Ende des Jahres 2012 aufgelöste Sanitätskommando III stellte den größten Teil der in Weißenfels stationierten Soldaten. Seine Hauptaufgabe war die zentrale Führung des gesamten Sanitätsdienstes im Wehrbereich III, der die Bundesländer, Sachsen-Anhalt, Thüringen, Brandenburg und Berlin umfasste. Dem Sanitätskommando III waren weitere Dienststellen unterstellt, so etwa das Lazarettregiment 31 in Berlin und das dortige Bundeswehrkrankenhaus. Im Rahmen der Neuausrichtung der Bundeswehr wurden Teile des aufgelösten Sanitätskommandos am Standort für die Aufstellung des neuen Kommandos Sanitätsdienstliche Einsatzunterstützung wiederverwendet.

## Der Standort heute
Die Kaserne ist der größte Sanitätsstandort der Bundeswehr. Er beinhaltet neben dem Kommando Sanitätsdienstliche Einsatzunterstützung das Sanitätsregiment 1 und das Sanitätsversorgungszentrum Weißenfels. Ebenso gibt es am Standort ein Bundeswehr-Dienstleistungszentrum, das jedoch in einer separaten Liegenschaft außerhalb der Kaserne beheimatet ist.